# Galium basalticum
Galium basalticum är en måreväxtart som beskrevs av Friedrich Ehrendorfer och Schönb.-tem.. Galium basalticum ingår i släktet måror, och familjen måreväxter. Inga underarter finns listade i Catalogue of Life.